# ベネディクティン

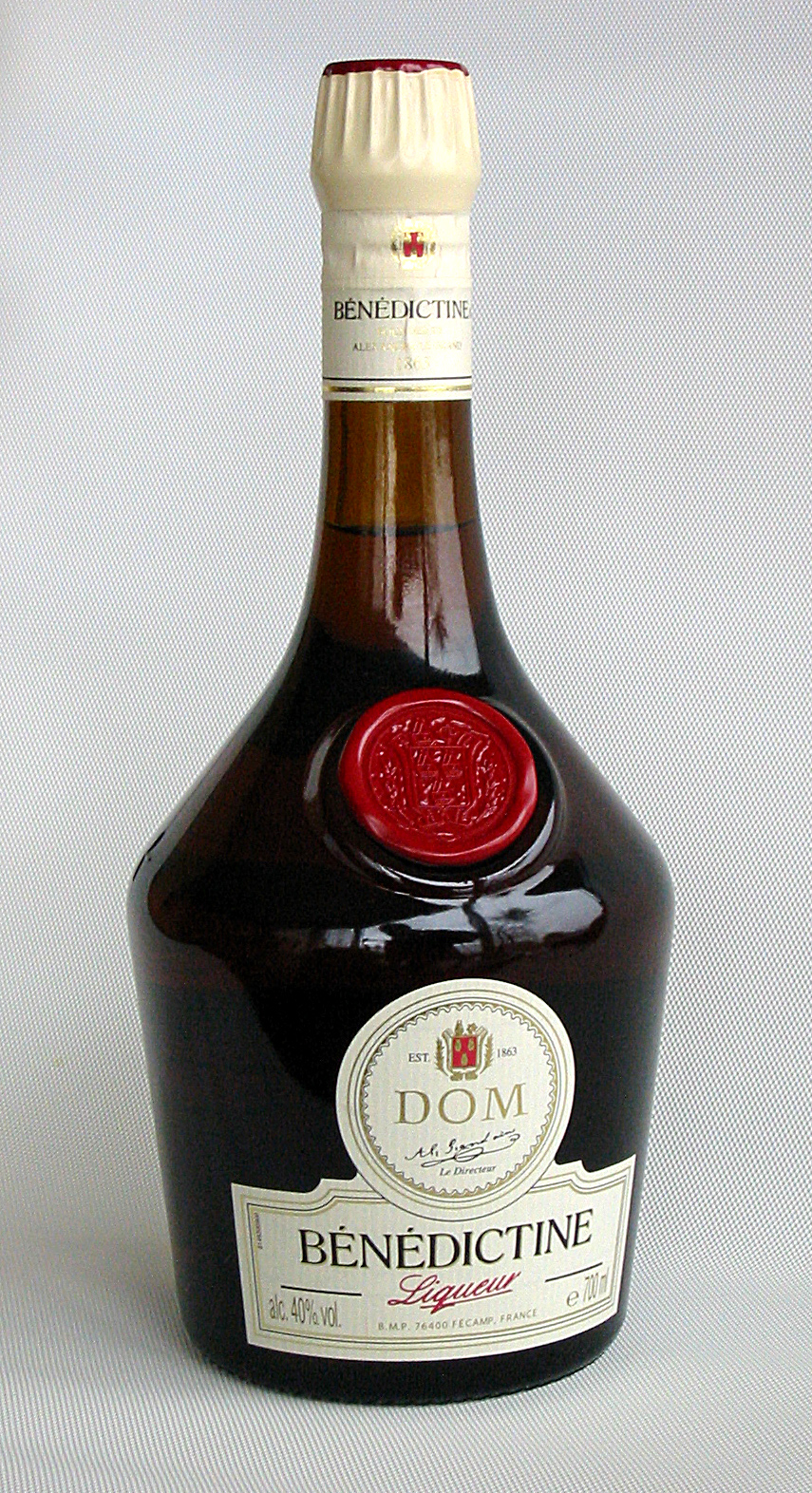
ベネディクティンD.O.M.

ベネディクティン（Benedictine）は、フランス産のブランデーをベースとするリキュールのブランド。長寿の秘酒として誕生したが、現在では主に製菓用に使用される。ベネディクティンには、ベネディクティンD.O.M.とベネディクティンB&Bが存在する。1510年に、フランス・ノルマンディーにあったベネディクト派の修道院で作られたものが始まり。フランス革命時にレシピは失われたが、1863年に復元された。レシピが現存するものとしては最古のリキュールと言われる。
蒸留酒にジュニパー・ベリーやハッカを始め、多数の香草や薬草を漬け込んで製造される。アルコール度数は約40度。
アイスクリームにかけたり、洋菓子の風味付けにも使用できる。

## ベネディクティンを使ったカクテル
- B&B
- シンガポール・スリング
- アカシア
- モンテカルロ